# Akcja B-1
Akcja B-1 – akcja przeprowadzona podczas II wojny światowej przez Tajny Hufiec Harcerzy w Gdyni. 
Współorganizatorem akcji był Joachim Joachimczyk „Joachim” – fotograf powstania warszawskiego. Po kapitulacji powstania Joachimczyk trafił do Stalagu X B w Sandbostel, z którego zbiegł i w listopadzie 1944 roku udał się do Gdyni, gdzie przystąpił do Tajnego Hufca Harcerzy, z którym zaplanował akcje B-1 oraz B-2. 

## Przebieg

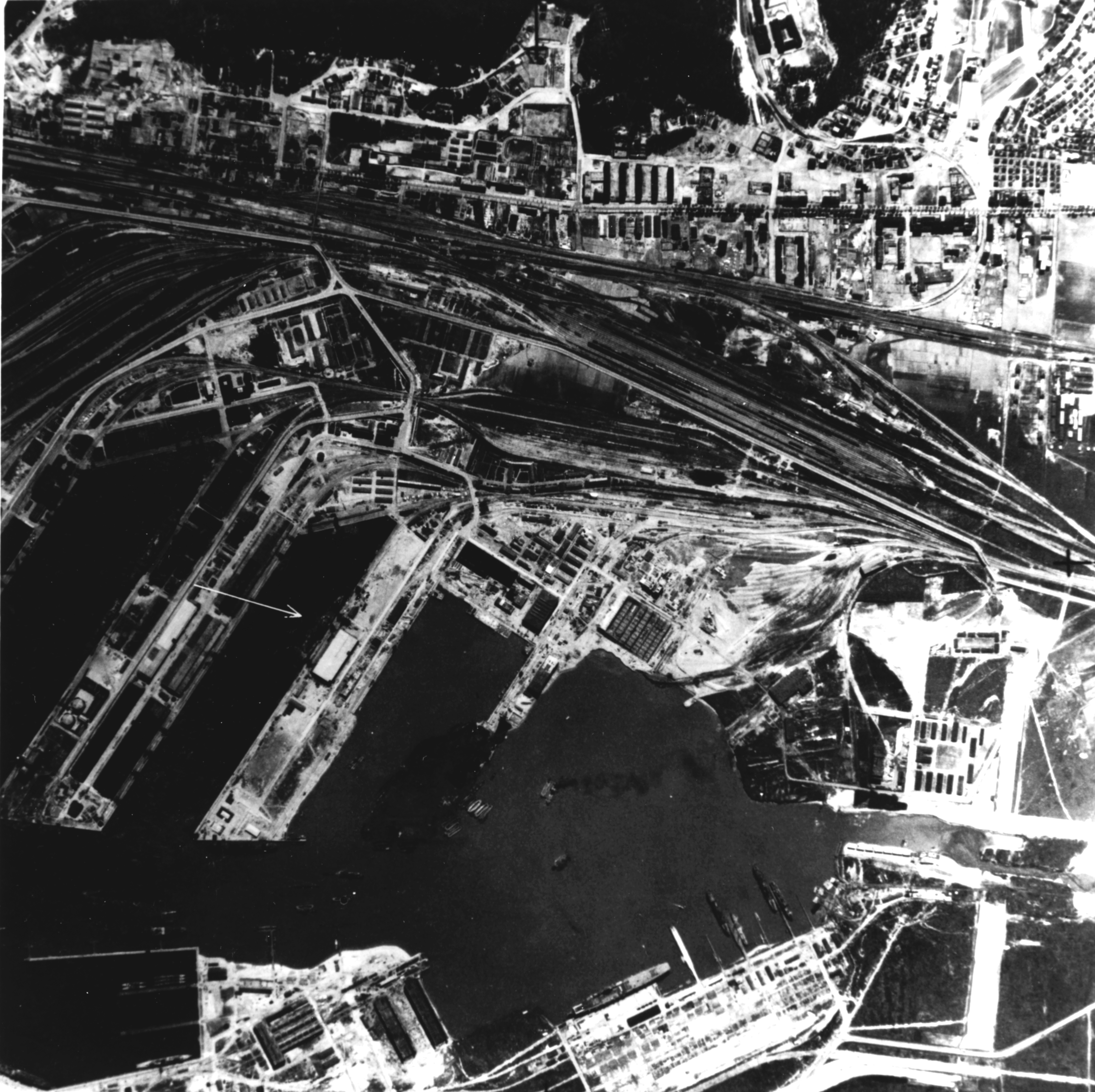
Zdjęcie lotnicze portu w Gdyni, wykonane przez alianckie lotnictwo w czerwcu 1942 roku

W ramach akcji B-1 harcerze wykradli plany gdyńskiego portu, który ówcześnie pełnił funkcję bazy niemieckiej marynarki wojennej – Kriegsmarine. Na zdobytej mapie portu uczestnicy akcji zaznaczali aktualne pozycje niemieckich okrętów i oddziałów oraz sfotografowali niemieckie jednostki znajdujące się w porcie. Tak przygotowana mapa przekazana została aliantom, co pozwoliło na przeprowadzenie nalotu, który trafiłby istotne cele, bez niszczenia miasta. Wcześniejsze naloty – radziecki w czerwcu 1941 roku i aliancki w sierpniu 1942 roku nie przyniosły oczekiwanego skutku. Wieczorem 18. grudnia 1944 roku ponad 200 angielskich bombowców zbombardowało niemiecki port i bazę. W trakcie nalotu zniszczono drogi i tory prowadzące do portu, pływające doki (przeniesione z bazy w Kilonii), hale produkcyjne, magazyny i warsztaty, poważnie został uszkodzony również pancernik Schleswig-Holstein. 

## Upamiętnienie
W rocznicę nalotu na port w Gdyni na budynku urzędu miasta wywieszana jest kopia bandery żaglowca ZHP – Zawiszy Czarnego. Oryginał został wykradziony przez harcerzy jeszcze w 1939 roku, co stanowiło ich pierwszą akcję przeciwko okupantowi.  